# Ryō Kobayashi
Ryō Kobayashi (jap. 小林亮 Kobayashi Ryō; ur. 12 września 1982) – japoński piłkarz występujący na pozycji obrońcy.

## Kariera klubowa
Od 2005 do 2015 roku występował w klubach Kashiwa Reysol, Oita Trinita, Montedio Yamagata i Thespakusatsu Gunma.